# Medina Schuurman
Medina Schuurman (Den Haag, 6 augustus 1969) is een Nederlands actrice, castingdirector en schrijver. Nadat ze haar vwo-diploma behaalde bij het Haags Montessori Lyceum, volgde ze onder meer de Academie voor Dansexpressie en de Academie voor Drama. Als castingdirector werkte Schuurman voor Klooster Casting. Tussen 2001 en 2003 hielp Schuurman met de oprichting van castingbureau Oi Mundo.
Schuurman speelde onder meer Donna in de dramaserie Rozengeur & Wodka Lime, waarvan tussen 2001 en 2006 achtenzeventig afleveringen werden gemaakt. In het najaar van 2010 vertolkt ze de rol van Sandrina Breusink in de dramaserie Penoza, naast onder anderen Monic Hendrickx en Tom Jansen.
Tegenwoordig woont zij in Amsterdam.

## Curriculum vitae

### Opleiding
- Theater Vormingklas (Amsterdam)
- Academie voor Dansexpressie (Amsterdam)
- Academie voor Drama (Eindhoven)

### Televisie
- Niemand de deur uit! - Marieke de Bruin (1993)
- Goede tijden, slechte tijden - Simone Hoogland (Afl. 1311/1314/1315, 1997)
- Villa Achterwerk - Verschillende jeugdseries
- Rozengeur & Wodka Lime - Donna de la Fuentera (2001-2006)
- Flikken Maastricht - Claire Degryse (2010) (Afl. Ome Will)
- Penoza - Sandrina Breusink (2010-2017)
- Celblok H - Catelijne 'Caat' Bergsma (2016-2017)
- De Kuthoer -  'uitgever' (2020) (telefilm)
- Commando's - Roos (2020)

### Film
- Lost in Amsterdam - ? (1989)
- M.A.N. - Olga van Walraven (2009)
- My Foolish Heart - Wilma (2018)
- Rafaël - Annet (2018)
- Penoza: The Final Chapter - Sandrina Breusink (2019)

### Bestseller 60
| Boeken met noteringen in de Nederlandse Bestseller 60 | Jaar van verschijnen | Datum van binnenkomst | Hoogste positie | Aantal weken | Opmerkingen                  |
| ----------------------------------------------------- | -------------------- | --------------------- | --------------- | ------------ | ---------------------------- |
| Te lijf                                               | 2016                 | 23-11-2016            | 8               | 12           | in samenwerking met Isa Hoes |
| I'M Lijfboek                                          | 2018                 | 02-05-2018            | 24              | 3            | in samenwerking met Isa Hoes |
| Hoe ouder, hoe mooier                                 | 2020                 | 04-11-2020            | 50              | 1            | in samenwerking met Isa Hoes |